# Ian Baird
James Ian Baird, född 1 april 1964 i Rotherham, Yorkshire, England, är en engelsk före detta professionell fotbollsspelare och sedermera manager. 
Baird började sin fotbollskarriär som anfallsspelare i Southampton och har dessutom spelat för bland andra Leeds United, Portsmouth och Middlesbrough. Mellan 1982 och 1998 spelade han 472 ligamatcher och gjorde 128 mål, varav 162 ligamatcher och 50 ligamål för Leeds.
Han blev därefter manager för bland andra Hongkongs herrlandslag i fotboll och var manager för Eastleigh 2007-2012.